# Kovacite, Sliven
Kovacite (în bulgară Ковачите) este un sat în comuna Sliven, regiunea Sliven,  Bulgaria. 

## Demografie
Componența etnică a satului Kovacite
     Bulgari (90,97%)
     Nicio identificare (9,02%)
     Altele (0%)
La recensământul din 2011, populația satului Kovacite era de 853 locuitori. Din punct de vedere etnic, majoritatea locuitorilor (90,97%) erau bulgari. Pentru 9,02% din locuitori nu este cunoscută apartenența etnică.